# 市来琴
市来 琴（いちき こと、天保3年（1832年） - 大正2年（1913年）3月16日）は、薩摩藩士市来正之丞の妻。薩摩藩士西郷吉兵衛の長女。西郷隆盛の妹で、西郷従道の姉。
父の存命中には正之丞に嫁いでいたようであるが、嘉永5年（1852年）祖父・父母が相次いで亡くなり、翌々年には兄・吉之介（隆盛）、長弟・吉次郎とともに西郷家の家計を支えた。また母の実家の椎原家に並んで市来家は、西郷家にとって親密な縁戚であり、両家への西郷隆盛の書簡が多々残っている。

## 家族・親族
- 父：西郷吉兵衛
- 母：政佐
- 夫：市来正之丞
- 長男：嘉納次（1847年 - 1868年） - 戊辰戦争で戦死。
- 次男：政直（1849年 - 1877年） - 従弟の菊次郎とともに1873年、アメリカ合衆国へ留学したが、帰国後に西南戦争に参戦し、敗れて処刑された。
- 三男：勘六（1856年 - 1877年） - 米国海軍兵学校留学中に病死した。

## 登場作品
テレビドラマ
- 『田原坂』（1987年 日本テレビ年末時代劇スペシャル 演：赤座美代子）
- 『翔ぶが如く』（1990年、NHK大河ドラマ、演：酒井法子）
- 『西郷どん』（2018年、NHK大河ドラマ、演：桜庭ななみ）[2]